# Заслужений юрист України
Заслужений юрист України  — державна нагорода України — почесне звання України, яке надається Президентом України відповідно до Закону України «Про державні нагороди України». Згідно з Положенням про почесні звання України від 29 червня 2001 року, це звання присвоюється:
|  | юристам, які працюють у органах державної влади та органах місцевого самоврядування, прокуратури, юстиції, державної безпеки, внутрішніх справ, адвокатурі, на підприємствах, в установах, організаціях, за значний внесок у розбудову правової держави |

Особи, яких представляють до присвоєння почесного звання «Заслужений юрист України», повинні мати вищу освіту на рівні спеціаліста або магістра.

## Історія

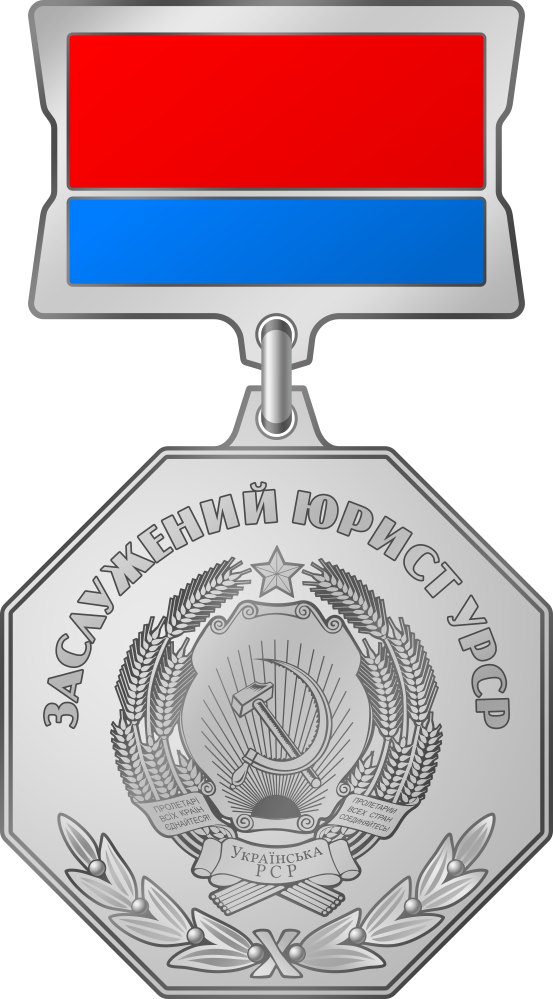
Нагрудний знак «Заслужений юрист УРСР»

За часів існування УРСР почесне звання мало назву «Заслужений юрист Української РСР». Воно було встановлене Указом Президії Верховної Ради УРСР від 18 січня 1966 року та згідно з Положенням про порядок присвоєння почесного звання заслуженого юриста Української РСР надавалося за особливі заслуги висококваліфікованим юристам з вищою освітою, що працювали не менше 10 років за фахом в органах суду, прокуратури, державної безпеки, охорони громадського порядку, в арбітражі, адвокатурі.
Указом Президії Верховної Ради УРСР № 1870-X від 7 травня 1981 року було затверджено Положення про державні нагороди Української РСР. 
Згідно з цим Положенням присвоєння почесного звання «Заслужений юрист Української РСР» здійснювалося Указом Президії Верховної Ради Української РСР, який публікувався для загального відома у «Відомостях Верховної Ради Української РСР», республіканській і місцевій пресі. 
Почесне звання присвоювалося юристам з вищою спеціальною освітою, які працювали не менш як 10 років у судах, органах прокуратури, юстиції, державної безпеки, внутрішніх справ, арбітражі, адвокатурі, на підприємствах, в установах і організаціях, за особливі заслуги у зміцненні законності і правопорядку, за високу професійну майстерність та активну участь у громадському житті.
Удостоєним почесного звання «Заслужений юрист Української РСР» вручалися посвідчення до почесного звання, грамота, а також нагрудний знак.
З оновленою назвою «Заслужений юрист України» почесне звання присвоюється з моменту проголошення незалежності України.